# Ewan Grandison
Ewan Ricardo Grandison, né le 28 janvier 1991, est un footballeur international jamaïcain.

## Carrière
Grandison commence sa carrière au Portmore United. Il est un élément important de l'équipe lors de la saison 2011-2012 qui aboutit au titre de champion de Jamaïque pour Portmore. 
Après avoir joué avec les sélections espoirs jamaïcaines, Ewan Grandison est sélectionné pour la première fois en équipe nationale en 2012.

## Palmarès
- Champion de Jamaïque en 2012 avec Portmore United